# Zelominor algericus
Zelominor algericus är en spindelart som beskrevs av Snazell och Murphy 1997. Zelominor algericus ingår i släktet Zelominor och familjen plattbuksspindlar.
Artens utbredningsområde är Algeriet. Inga underarter finns listade i Catalogue of Life.